# 埃尔河畔圣伊莱尔
埃尔河畔圣伊莱尔（法語：Saint-Hilaire-sur-Erre，法語發音：[sɛ̃.t‿ilɛʁ syʁ ɛʁ] ⓘ）是法国奥恩省的一个市镇，属于莫尔塔涅欧佩什区。

## 地理
埃尔河畔圣伊莱尔（48°18'45"N, 0°44'18"E）面积15.12 平方千米，位于法国诺曼底大区奧恩省，该省份为法国西北部内陆省份，北起顺时针与卡爾瓦多斯省、厄尔省、厄尔-卢瓦省、萨尔特省、马耶讷省和芒什省接壤。
与埃尔河畔圣伊莱尔接壤的市镇（或旧市镇、城区）包括：贝尔迪、诺让勒罗特鲁、佩尔什昂诺塞、瓦勒欧佩什。

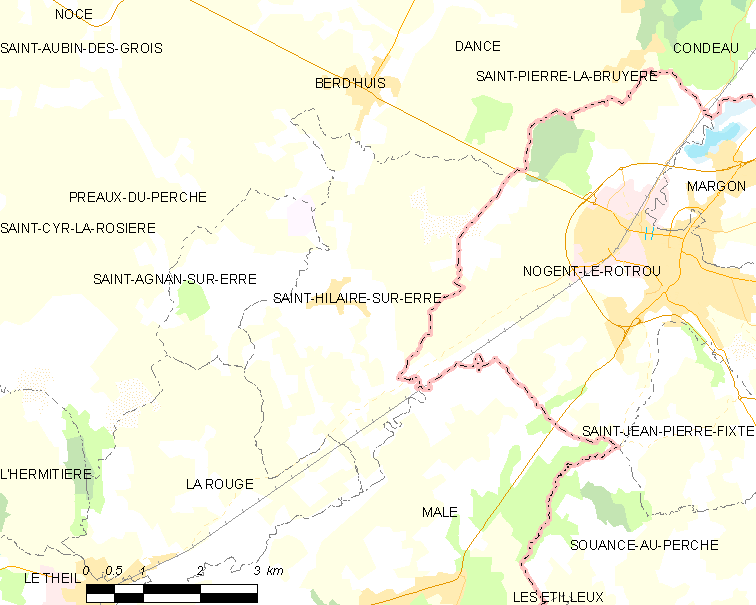
埃尔河畔圣伊莱尔的OSM定位图

埃尔河畔圣伊莱尔的时区为UTC+01:00、UTC+02:00（夏令时）。

## 行政
埃尔河畔圣伊莱尔的邮政编码为61340，INSEE市镇编码为61405。

## 政治
埃尔河畔圣伊莱尔所属的省级选区为瑟通县。

## 人口

1962-2008年间埃尔河畔圣伊莱尔人口变化图示

埃尔河畔圣伊莱尔于2022年1月1日时的人口数量为486人。